# Darbān
Darbān (persiska: دَرِّه بان, دَربانِ پائين, دَربانِ بالا, دربان, دَروَن, Darreh Bān) är en ort i Iran.   Den ligger i provinsen Bushehr, i den södra delen av landet, 900 km söder om huvudstaden Teheran. Darbān ligger 374 meter över havet och antalet invånare är 783.
Terrängen runt Darbān är varierad.Runt Darbān är det ganska glesbefolkat, med 31 invånare per kvadratkilometer. Närmaste större samhälle är Banak, 19,9 km sydväst om Darbān. Omgivningarna runt Darbān är i huvudsak ett öppet busklandskap.